# Leonardo Zanotti
Pour les articles homonymes, voir Zanotti.
Leonardo Zanotti (né le 12 mars 1978 à Alzano Lombardo) est un coureur cycliste italien, spécialiste du VTT. En 2003, il est également professionnel sur route.

## Palmarès en VTT

### Championnats du monde
- Sierra Nevada 2000
  -  Médaillé de bronze du relais mixte

### Championnats d'Europe
- Bassano del Grappa 1996
  -  Médaillé de bronze du cross-country juniors

## Palmarès sur route

### Par année
- 2002
  - 3e du Tour de Slovaquie

### Résultat sur le Tour d'Italie
1 participation
- 2003 : 57e